# 페터 카멘친트
페터 카메친트(영어: Peter Camenzind)는 1904년에 발표한 헤르만 헤세의 첫 장편소설이다.
독일의 문예지 노이에 룬트샤우(Neue Rundschau)에 발표했다. 한국에서는 향수라는 이름으로 책 제목이 번역되었지만 현재는 페터 카메친트로 찾아볼 수 있다.

## 같이 보기
- 성장소설